# Lijst van landvoogden van de Habsburgse Nederlanden
Dit is een lijst van landvoogden van de Habsburgse Nederlanden, ook wel gouverneurs-generaal genoemd. De landvoogd(es) of gouverneur-generaal was de hoogste regeringsfunctionaris en vertegenwoordigde de Habsburgse landsheer of landsvrouwe als deze afwezig was op het grondgebied van de Lage Landen. De landvoogd of landvoogdes resideerde te Brussel.
De rol van de gouverneurs-generaal veranderde in de loop van de tijd aanzienlijk. Aanvankelijk waren ze opvoeders en adviseurs van keizer Karel V, die in het Paleis van Coudenberg verbleef. De landvoogden hadden de rol van generaal van het Nederlandse leger, in de Spaanse tijd Leger van Vlaanderen genoemd. Vaak was de gouverneur-generaal een naaste verwant van de Spaanse of Oostenrijkse vorsten. Op andere momenten vervulden Spaanse of Duitse edellieden de rol.
Gedurende de Tachtigjarige Oorlog (1568–1648) ontstond in de noordelijke provincies de Republiek der Zeven Verenigde Nederlanden, zodat de landvoogd(es) uiteindelijk in de praktijk alleen nog de Zuidelijke Nederlanden bestuurde. Deze situatie werd geformaliseerd met de Vrede van Münster in 1648, waarbij de onafhankelijkheid van de Republiek werd erkend.

## Habsburgse Nederlanden(1482–1700)
| Afbeelding | Naam                                                                                               | Begin aanstelling | Einde aanstelling             | Relatie met de vorst         | Benoemd door                              |
| --- | -------------------------------------------------------------------------------------------------- | ----------------- | ----------------------------- | ---------------------------- | ----------------------------------------- |
| | Engelbert II van Nassau (1451–1504) algemeen stadhouder der Nederlanden                            | 1485              | 1486                          |                              |                                           |
| | Engelbert II van Nassau (1451–1504) opnieuw, algemeen stadhouder der Nederlanden                   | 1501              | 1504                          | /                            | Maximilian I voor Philip de Schone        |
| | Willem II van Croÿ (1458–1521) algemeen stadhouder der Nederlanden                                 | 1504              | 1507                          | /                            | Maximilian I voor Karel V                 |
| | Margaretha van Oostenrijk (1480–1530) regentes Van 1515-1517 tijdelijk opnieuw Willem II van Croÿ  | 1507              | 1 december 1530 (overlijden)  | Tante van Karel V            | Maximilian I voor Karel V                 |
| Karel V werd graaf van Bourgondié in 1506, Koning van Spanje en Sicilië in 1516, Aartshertog van Oostenrijk en Keizer van het Helige Roomse Rijk in 1519 toen Maximilian overleed | |                   |                               |                              |                                           |
| | Maria van Hongarije (1505-1558) eerste officiële landvoogdes                                       | januari 1531      | oktober 1555                  | Zuster van Karel V           | Charles V                                 |
| | Emanuel Filibert van Savoye (1528–1580)                                                            | 1555              | 1559                          | neef van Filip               | Karel V voor zijn zoon Filips.            |
| In 1556 werd Filips de koning van Spanje als Filips II, daarmee kwamen de Habsburgse Nederlanden onder de controle van Spanje. | |                   |                               |                              |                                           |
| | Margaret van Parma (1522–1586)                                                                     | 1559              | 1567                          | Halfzuster                   | Filips II of Spanje                       |
| | Fernando Álvarez de Toledo, Hertog van Alva (1507–1582)                                            | 1567              | 1573                          | /                            | Filips II of Spanje                       |
| | Luis de Requesens y Zúñiga (1528–1576)                                                             | 1573              | 5 maart 1576 (overlijden)     | /                            | Filips II of Spanje                       |
| | Juan van Oostenrijk (1547–1578)                                                                    | 1576              | 1 oktober 1578 (overlijden)   | Halfbroer                    | Filips II of Spanje                       |
| | Alexander Farnese, Hertog van Parma (1545–1592)                                                    | 1578              | 3 december 1592 (overlijden)  | Halve neef                   | Filips II of Spanje                       |
| | Peter Ernst I van Mansfeld (1517–1604)                                                             | 1592              | 1594                          | /                            | Filips II of Spanje                       |
| | Ernst van Oostenrijk (1553–1595)                                                                   | 1594              | 20 februari 1595 (overlijden) | Neef                         | Filips II of Spanje                       |
| | Pedro Henriquez de Acevedo (1525–1610)                                                             | 1595              | 1596                          | /                            | Filips II of Spanje                       |
| | Albrecht van Oostenrijk (1559–1621)                                                                | 1596              | 1598                          | Neef                         | Filips II of Spanje                       |
| In 1598 stond Filips II het grondgebied van de Habsburgse Nederlanden af aan zijn dochter, Isabella en aan zijn neef Albrecht, die het jaar daarop met elkaar trouwden. Zij regeerden samen tot zijn dood, toen het grondgebied overging in handen van hun neef, Filips IV. Isabella bleef de Nederlanden regeren tot haar overlijden. | |                   |                               |                              |                                           |
| | Isabella van Spanje (1566–1633)                                                                    | 1621              | 1 december 1633 (overlijden)  | Tante                        | Philip IV of Spain                        |
| | Francisco de Moncada (1586-1635) ad interim                                                        | 1633              | 1634                          |                              | Philip IV of Spain                        |
| | Ferdinand van Oostenrijk (1609/1610–1641)                                                          | 1633              | 9 november 1641 (overlijden)  | Broer                        | Philip IV of Spain                        |
| | Francisco de Melo (1597–1651)                                                                      | 1641              | 1644                          | /                            | Philip IV of Spain                        |
| | Manuel de Moura (1590–1651)                                                                        | 1644              | 1647                          | /                            | Philip IV of Spain                        |
| | Leopold Willem van Oostenrijk (1614–1662)                                                          | 1647              | 1656                          | Neef                         | Philip IV of Spain                        |
| | Juan II van Oostenrijk (1629–1679)                                                                 | 1656              | 1659                          | Zoon                         | Philip IV of Spain                        |
| | Luis de Benavides Carrillo (1608–1668)                                                             | 1659              | 1664                          | /                            | Philip IV of Spain                        |
| | Francisco de Moura (1610–1675)                                                                     | 1664              | 1668                          | /                            | Philip IV of Spain                        |
| Karel II van Spanje | Francisco de Moura (1610–1675)                                                                     | 1664              | 1668                          | /                            |                                           |
| | Íñigo Melchor de Velasco (1608–1668)                                                               | 1668              | 1670                          | /                            |                                           |
| | Juan Domingo de Zuñiga y Fonseca (1640–1716)                                                       | 1670              | 1675                          | /                            |                                           |
| | Carlos de Gurrea (1634–1692)                                                                       | 1675              | 1677                          | /                            |                                           |
| | Alexander Farnese (1635–1689)                                                                      | 1678              | 1682                          | Achterneef                   |                                           |
| | Ottone Enrico del Caretto (1629–1685)                                                              | 1682              | 1685                          | /                            |                                           |
| | Francisco Antonio de Agurto (1640–1702)                                                            | 1685              | 1692                          | /                            |                                           |
| | Maximiliaan II Emanuel van Beieren (1662–1726)                                                     | 1692              | 1706                          | Aangetrouwde Neef            |                                           |
| Oom | Maximiliaan II Emanuel van Beieren (1662–1726)                                                     | 1692              | 1706                          | Filips V van Spanje          |                                           |
| | Isidoro de la Cueva y Benavides (1652–1723) waarnemend                                             | 1701              | 1704                          | Filips V van Spanje          | Tijdens de afwezigheid van Maximiliaan II |
| Na de Spaanse Successieoorlog (1701-1713) werd Keizer Karel VI van het Heilge Roomse rijk de heerser van de Oostenrijkse Nederlanden, het zuidelijk deel van de Lage Landen. Voor de Noordelijke Nederlanden, zie hieronder. | |                   |                               |                              |                                           |
| | Eugenius van Savoye (1663–1736)                                                                    | 1716              | 1724                          | Verre achterneef             | Keizer Karel VI                           |
| | Wirich von Daun (1669–1741)                                                                        | februari 1725     | oktober 1725                  | /                            | Keizer Karel VI                           |
| | Maria Elisabeth van Oostenrijk (1680–1741)                                                         | 1725              | 26 augustus 1741 (overlijden) | Zuster                       | Keizer Karel VI                           |
| Tante | Maria Elisabeth van Oostenrijk (1680–1741)                                                         | 1725              | 26 augustus 1741 (overlijden) | Maria Theresa van Oostenrijk |                                           |
| | Friedrich August von Harrach-Rohrau (1696–1749)                                                    | 1741              | 1744                          | Maria Theresa van Oostenrijk | /                                         |
| | Maria Anna van Oostenrijk (1718–1744)                                                              | 1744              | 16 december 1744 (overlijden) | Maria Theresa van Oostenrijk | Zuster                                    |
| | Karel van Lotharingen (1712–1780)                                                                  | 1744              | 4 juli 1780 (overlijden)      | Maria Theresa van Oostenrijk | Zwager                                    |
| | Maria Christina van Oostenrijk (1742–1798) samen met Albert Casimir van Saksen-Teschen (1738–1822) | 1781              | 1793                          | Zuster en zwager             | Keizer Jozef II                           |
| Leopold II, Holy Roman Emperor | Maria Christina van Oostenrijk (1742–1798) samen met Albert Casimir van Saksen-Teschen (1738–1822) | 1781              | 1793                          | Zuster en zwager             |                                           |
| Tante en oom | Maria Christina van Oostenrijk (1742–1798) samen met Albert Casimir van Saksen-Teschen (1738–1822) | 1781              | 1793                          | Keizer Frans II              |                                           |
| | Karel van Oostenrijk-Teschen (1771–1847)                                                           | 1793              | 1794                          | Keizer Frans II              | Broer                                     |

Daarna bezetten de Franse revolutionairen de Lage Landen tot 1815. De keizer erkende formeel het verlies van deze gebieden door het Verdrag van Lunéville van 1801. Op het Congres van Wenen in 1815 werden de Lage Landen herenigd in een personele unie onder het Huis Oranje-Nassau. In 1830 riep België zijn onafhankelijkheid uit.

## Noordelijk Nederlanden, aangesteld door deopstandige Staten-Generaal
Tot 1576 bestond er binnen de Nederlanden de simpele situatie van gebieden die in handen waren van de opstandelingen en gebieden die in handen waren van de vooroorlogse machthebber. Vanaf dat jaar bestond er echter buiten de door opstandelingen gecontroleerde gebieden een staat van duidelijke machteloosheid van de koning, die uitsluitend in Luxemburg afwezig was. Invloedrijke personen lieten beslissingen ten uitvoer brengen die haaks op 's konings wil stonden. Ze sloten vrede met de opstandelingen en beide tot verzoening gekomen partijen richtten daarbij de Unie van Brussel op. De officiële landvoogd, Juan van Oostenrijk, deed eerst nog voorzichtige verzoeningspogingen, maar ging zes maanden later over tot de Inname van de Naamse citadel, waarmee de oorlog weer werd voortgezet. Hierop besloot een partij van ontevreden edelen, aangevoerd door de radicaal-katholieke hertog van Aarschot, Don Juan als afgezet te verklaren en de volgende persoon aan te stellen als landvoogd:
- 1577–1581: Matthias van Oostenrijk

Landvoogd Matthias zou na de scheuring van de Unie van Brussel in de Unie van Atrecht (Spaansgezind) en de Unie van Utrecht (Staatsgezind) slechts landvoogd blijven voor die laatste. Ondertussen was Oranje aan het onderhandelen met de Franse kroonprins Frans van Anjou (reeds op 13 augustus 1578 officieel erkend als "Beschermer der Nederlanden tegen de Spaanse tirannie") om de soevereiniteit over de Nederlanden te aanvaarden uit handen van de Staten-Generaal, wat deze uiteindelijk deed op 19 september 1580 met het Verdrag van Plessis-les-Tours. De nieuwe landsheer Anjou sloot op 23 januari 1581 te Bordeaux een overeenkomst met de Staten-Generaal. Voor landvoogd Matthias was dit het teken dat hij overbodig was geworden; hij nam in 1581 ontslag als landvoogd, verliet de Nederlanden en keerde terug naar Oostenrijk.
- 1585–1588: graaf van Leicester

Hun bestuurlijke pogingen mislukten. In 1588 besloot de Staten-Generaal het verder zonder landvoogd te stellen. De door de Staatsen opgerichte Republiek der Zeven Verenigde Nederlanden werd pas in 1648 door de Spaanse koning erkend in het Verdrag van Münster.V

## Details over deOostenrijkse Tijd (1714–1793)
Met de Vrede van Utrecht werden de Zuidelijke Nederlanden aan de Rooms-Duitse keizer toegewezen, die tevens de aartshertog van Oostenrijk was en lid was van het huis Habsburg. De Republiek der Noordelijke Nederlanden mocht evenwel regimenten houden in de steden van de Zuidelijke Nederlanden, de tractaatsteden.
1713-1740 Keizer Karel VI
- 1716-1724: Eugenius van Savoye

1716-1724: gevolmachtigd minister Hercule Louis Turinetti, markies van Prié
- 1724-1741: aartshertogin Maria Elisabeth van Oostenrijk

1725: gevolmachtigd minister Wirich von Daun
1726-1732: gevolmachtigd minister Giulio Visconti Borromeo Arese
1732-1743: gevolmachtigd minister Friedrich August von Harrach-Rohrau
1740-1780: keizerin Maria Theresia
- 1741-1744: Karel van Lorreinen, broer van keizer Frans I Stefanus

1743-1744: gouverneur-generaal ad interim Karel, graaf van Königsegg-Erps en Rottenfels, Aulendorff en Staufen, markies van Boischot
- 1744: Maria Anna van Oostenrijk (gehuwd met Karel van Lorreinen)

1744-1746: intermaris, vervolgens gevolmachtigd minister Wenceslas graaf van Kaunitz-Rittberg
1745: Franse bezetting; Ulrich van Löwendal voorlopig gouverneur-generaal
1746-1747: militair bevelhebber, maarschalk Karel van Batthyany
1747-1749: bewind aan de tijdelijke Jointe
- 1749-1780: Karel van Lorreinen

1749-1753: gevolmachtigd minister a.i. Antoniotto Botta Adorno
1753-1770: gevolmachtigd minister a.i. Karel van Cobenzl
1770-1783: gevolmachtigd minister a.i. Georg van Starhemberg
1780-1790: Jozef II, zoon van keizerin Maria Theresia
- 1780-1793: Maria Christina van Oostenrijk en Albert Casimir van Saksen-Teschen

1783-1787: gevolmachtigd minister Lodewijk van Barbiano en Belgiojoso
1787: militair bevelhebber Jozef van Murray
1787-1789: gevolmachtigd minister Ferdinand van Trauttmansdorff
1789: vicekanselier der Nederlanden Frans van Cobenzl
Van 11 januari tot 10 december 1790: Verenigde Nederlandse Staten gevolgd door de Eerste Oostenrijkse Restauratie
1790-1792: keizer Leopold II, zoon van keizerin Maria Theresia en broer van Jozef II; in de periode van de Eerste Oostenrijkse Restauratie waren er geen landvoogden.
1790-1791: gevolmachtigd minister: Florimond van Mercy-Argenteau
1791-1794: gevolmachtigd minister: Franz Georg von Metternich-Winneburg
1792-1794: keizer Frans II, zoon van Leopold II

nieuwe Franse bezetting tussen nov. 1792 en maart 1793; Franse legers verdreven met de Tweede Slag bij Neerwinden, gevolgd door de Tweede Oostenrijkse Restauratie
- 1793-1794: Karel van Oostenrijk-Teschen, laatste landvoogd der Nederlanden

Hierna werden de Zuidelijke Nederlanden voor de derde keer in die eeuw bezet door Frankrijk. Dit markeert het begin van de Franse tijd in België (1794-1815). De Oostenrijkse Nederlanden en het prinsbisdom Luik werden als negen verenigde departementen formeel tot een deel van Frankrijk gemaakt. Sindsdien heeft de titel van landvoogd nooit meer in de Nederlanden bestaan.